# سورين غازاريان
سورين غازريان (الروسية: Сурен Владимирович Газарян) (من مواليد 8 يوليو 1974) هو عالم روسي في علم الحيوان. حاصل على جائزة جولدمان البيئية (بالإنجليزية: Goldman Environmental Prize) في عام 2014. 

## الجوائز والتقدير
في عام 2011، حصل غازاريان على جائزة خاصة «لحماية الطبيعة في روسيا» أنشأها مجلس الدوما التابع للاتحاد الروسي للتنمية المستدامة بالاشتراك مع الاتحاد البيئي الروسي وجمعية Rosekopress.
في عام 2012، قدم رئيس المجلس الرئاسي الروسي لحقوق الإنسان والمجتمع المدني تحت رئاسة الاتحاد الروسي رسالة شكر إلى سورين غازاريان، عضو مجموعة العمل المعنية بالبيئة، على مساهمته النشطة في عمل المجلس.
في عام 2013، حصل على جائزة البيئة الوطنية الروسية السنوية، وحصل على جائزة البيئة والمجتمع المدني.
في عام 2014، حصل على جائزة جولدمان البيئية 

## المنشورات
نشر غازاريان أكثر من 60 ورقة علمية.
- Eduard G. Yavruyan; Suren V. Gazaryan; Alexander Bukhnikashvili; Andrei Kandaurov (2008). "Bats conservation action plan for the Caucasus" (PDF). Publishing House Universal (بالإنجليزية): 1-87. ISBN:978-9941-12-357-3. Archived from the original (pdf) on 2010-06-25. Retrieved 2016-12-18.
- Petr Benda; Suren V. Gazaryan; Peter Vallo (2016). "On the distribution and taxonomy of bats of the Myotis mystacinus morphogroup from the Caucasus region (Chiroptera: Vespertilionidae)" (PDF). مجلس البحوث العلمية والتكنولوجية في تركيا (بالإنجليزية). 40: 1-30. DOI:10.3906/zoo-1505-47. Archived from the original (pdf) on 2022-03-22. Retrieved 2016-12-18.
- Marcel Uhrin؛ Suren Gazaryan؛ Petr Benda (janvier 2009). "Does Tadarida teniotis really occur in Crimea? (Chiroptera: Molossidae)" (PDF). Lynx. ج. 40: 115–126. ISSN:0024-7774. مؤرشف من الأصل (pdf) في 2023-05-05. اطلع عليه بتاريخ 14 يونيو 2016. {{استشهاد بدورية محكمة}}: تحقق من التاريخ في: |تاريخ= (مساعدة)
- Alexandr D Botvinkin; Charles E Rupprecht; Ivan V Kuzmin; Tatiana I Borisova (décembre 2003). "Novel lyssaviruses isolated from bats in Russia". Emerging Infectious Diseases (بالإنجليزية). 9 (12): 1623-5. DOI:10.3201/EID0912.030374. {{استشهاد بدورية محكمة}}: تحقق من التاريخ في: |تاريخ= (help)